# 林蔭大道花園 (佛羅里達州)
林蔭大道花園（英語：Boulevard Gardens）是位於美國佛羅里達州布勞沃德縣的一個人口普查指定地區。

## 地理
林蔭大道花園的座標為26°07′27″N 80°10′56″W / 26.12417°N 80.18222°W，而該地最高點為海拔高度2米（即7英尺）。

## 人口
根據2010年美國人口普查的數據，林蔭大道花園的面積為0.70平方千米，當中陸地面積為0.70平方千米，而水域面積為0.00平方千米。當地共有人口1274人，而人口密度為每平方千米1,820人。